# Mikołaj Daniłowicz (zm. 1624)
Mikołaj Daniłowicz herbu Sas (ur. ok. 1558, zm. 30 maja 1624) – kasztelan lwowski od 1614, podskarbi wielki koronny od 1617, podskarbi nadworny koronny od 1610, oboźny koronny (dworski) w latach 1606–1609, marszałek sejmu w 1593, starosta krasnostawski od 1622, ekonom samborski, starosta czerwonogrodzki w 1607 roku, starosta parczewski od 1614, bielski od 1610, chełmski od 1609, drohobycki od 1599.

## Życiorys
Kształcił się do 1581 na uniwersytecie w Dillingen an der Donau. Udał się do Szwecji w orszaku Zygmunta III Waza. Wziął udział w wyprawie cecorskiej Jana Zamoyskiego. 7 października 1606 roku podpisał ugodę pod Janowcem. W czasie rokoszu Zebrzydowskiego opowiedział się po stronie władcy. W 1607 posłował do Turcji. Poseł na sejm 1611 roku z ziemi chełmskiej, deputat królewski do rozsądzenia sporów religijnych, deputat do sprawy brandenburskiej. Poseł województwa ruskiego na sejm zwyczajny 1613 roku. 
W 1621 wzniósł w Warszawie kamienicę, zniszczoną w czasie potopu szwedzkiego, która odbudowana z czasem pomieści Bibliotekę Załuskich.
Z małżeństwa z Heleną Uchańską, córką Pawła, miał dzieci: Piotra, Jana Mikołaja, Franciszka, Zofię, Stanisława, Mikołaja, Izabelę, Annę.